# Brian Rimpf
Brian Timothy Rimpf (11 de febrero de 1981 en  Raleigh, Carolina del Norte) es un jugador profesional de fútbol americano juega la posición de offensive tackle actualmente es agente libre. Fue seleccionado por Baltimore Ravens en la séptima ronda del Draft de la NFL de 2004. Jugó como colegial en East Carolina.
También participó con New Orleans VooDoo en la Arena Football League y California Redwoods en la United Football League.